# Frank Appel
Frank Burkhard Bernhard Appel, född 1961, är en tysk företagsledare. Han är sedan 2002 styrelsemedlem och sedan 2008 styrelseordförande för Deutsche Post som bland annat äger DHL.
Appel växte upp i Hamburg och studerade i München och Zürich. 1993 började han arbeta för McKinsey och från 1999 för Deutsche Post.